# Trichosteleum nitidulum
Trichosteleum nitidulum là một loài Rêu trong họ Sematophyllaceae. Loài này được (Broth. & Paris) Cardot miêu tả khoa học đầu tiên năm 1908.